# Garfield Wood
Garfield Arthur Wood, più noto semplicemente come Gar Wood (Mapleton, 4 dicembre 1880 – Miami, 19 giugno 1971), è stato un inventore, imprenditore e pilota motonautico statunitense.
Più volte detentore del record del mondo di velocità sull'acqua, è stato il primo uomo a segnare i 200 chilometri orari (124 mph) sull'acqua.

## La Gold Cup e la sfida con L'Havana Special
Wood acquista il suo primo motoscafo da corsa nel 1916, il Miss Detroit, che con J.Milot aveva vinto la Gold Cup l'anno precedente. In seguito, costruirà lui stesso altri motoscafi, ribattezzandoli Miss Detroit II, Miss Detroit III e Miss Detroit IV. Con questi vincerà la Gold Cup per quattro anni di seguito, dal 1917 al 1920.
La quinta e ultima vittoria la ottenne nel 1921, a bordo del Miss America I.
Nello stesso anno, decide di sfidare a bordo di uno dei suoi motoscafi il treno Havana Special. La gara si svolse lungo la costa atlantica, da Miami fino a New York. Wood batté il treno di 12 minuti.

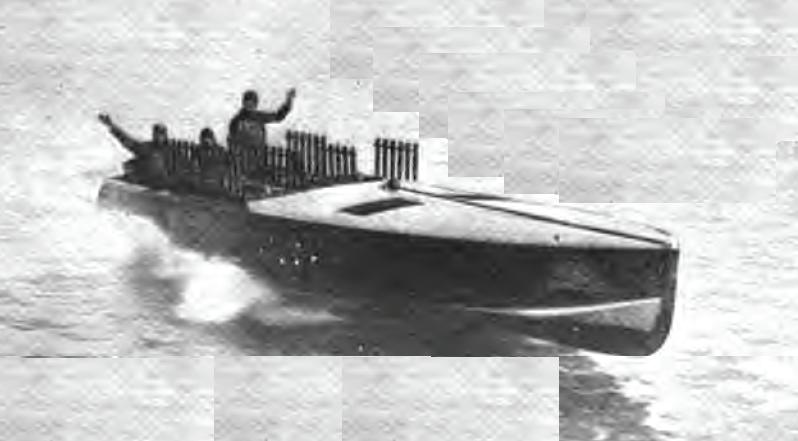
Gar Wood a bordo del Miss America II

## I record di velocità
Nel 1920 costruisce il primo motoscafo della serie Miss America, il Miss America I, con il quale stabilisce il nuovo record del mondo alla velocità di 74,80 mph (120,353 km/h).
Il 6 settembre 1921, con il Miss America II, porta il record a 80,567 mp/h (129,163 km/h).
Il 20 marzo 1931, alla guida del Miss America IX, è il primo a segnare un record sopra le 100 miglia orarie, registrando una media di 102,16 mph (164,38 km/h), il 5 febbraio 1932 migliora il suo record portandolo a 111,718 mph (178,783 km/h).
L'ultimo record stabilito da Gar Wood risale al 20 settembre dello stesso anno, quando sul fiume Saint Clair il suo Miss America X raggiunse le 126 mph (200,94 km/h), diventando così il primo uomo a superare i 200 km/h sull'acqua.

## Il ritiro dalle competizioni
Wood annuncia il suo ritiro dalle competizioni nel 1933, decidendo di concentrarsi sulla gestione delle Garwood Industries, da lui fondate nel 1911.
Muore nel 1971, all'età di 90 anni, nella sua casa a Miami.